# Gérald Merceron
Gérald Merceron (Coñac, 25 de febrero de 1975) es un exrugbista, entrenador y chocolatero francés que se desempeñaba como apertura. Fue internacional con Les Bleus de 1999 a 2003.

## Carrera
En 1993 debutó en la primera del Rugby Club Toulonnais, a los 18 años y jugó dos temporadas. Para el campeonato 1995-96, el primero profesional, fue contratado por el club ASM Clermont Auvergne y allí permanecería diez años.
En 2005 se unió al club Stade Rochelais, que militaba en la Segunda División, por tres temporadas. Jugó 84 partidos y anotó 309 puntos, para retirarse al finalizar el campeonato 2007-08 y a la edad de 33 años.

### Retiro
Al retirarse, fue contratado por tres años como entrenador en jefe del SA Rochefort. En 2014 asumió como nuevo técnico del Rugby Athletic Club Angérien y lo dirigió dos temporadas.
Actualmente tiene una chocolatería que atiende él mismo en La Rochelle, está casado y tiene hijos.

## Selección nacional

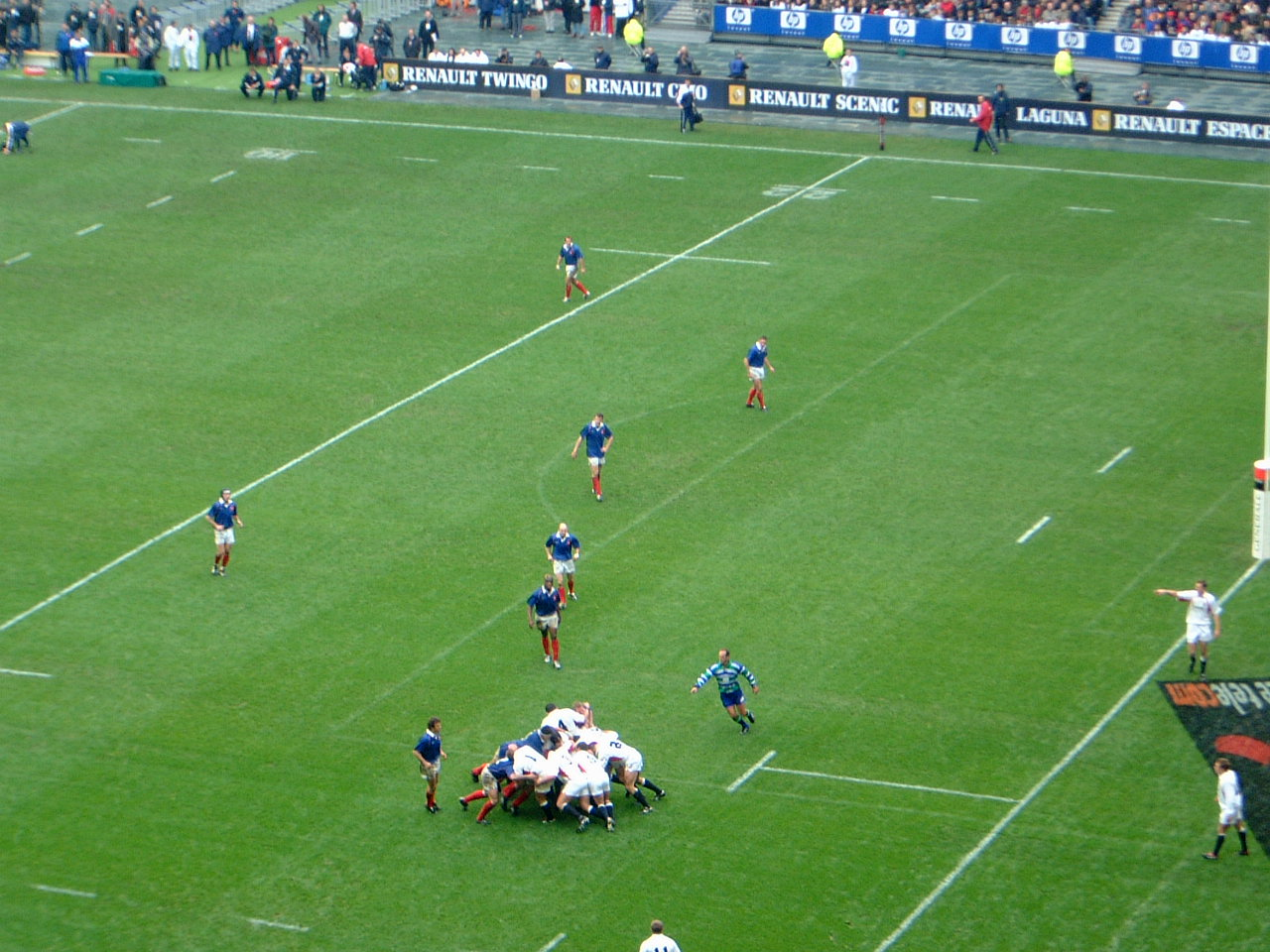
Seis Naciones 2002, Les Bleus vs. Inglaterra.

Jean-Claude Skrela lo convocó en junio de 1999 para disputar las pruebas de preparación para la Copa del Mundo de Gales y debutó en la victoria sobre Rumania, sustituyendo a Thomas Castaignède. Fue titular la siguiente prueba contra Tonga, Les Bleus perdieron y él quedó descartado; perdiendo el lugar con Christophe Lamaison.
Bernard Laporte lo convocó para el Torneo de las Seis Naciones 2001, compitió por el puesto con François Gelez, perdió la titularidad al llegar la joven estrella Frédéric Michalak y desde allí se lo tuvo en cuenta hasta 2003, cuando el técnico prefirió en su lugar a: Julien Peyrelongue, el veterano Yann Delaigue y el joven Lionel Beauxis.
En el Torneo de las Seis Naciones 2002, el cual ganó Francia obteniendo el Grand Slam, fue titular indiscutido y el máximo anotador con 80 puntos; superando al inglés Jonny Wilkinson y al irlandés Ronan O'Gara. Hoy Merceron es uno de los diez máximos anotadores de la selección.

### Participaciones en Copas del Mundo
Laporte lo llevó a Australia 2003 como suplente de Michalak, fue titular contra las Águilas y ante los All Blacks en la que fue su última prueba y en total anotó 15 puntos.
| Mundial                       | Sede      | Resultado     | PJ | Tries |
| ----------------------------- | --------- | ------------- | -- | ----- |
| Copa Mundial de Rugby de 2003 | Australia | Cuarto puesto | 6  | 0     |

## Palmarés
En 2002 los Óscars de Midi Olympique lo premiaron segundo mejor jugador francés, primero salió Fabien Galthié. En 2016 Eurosport lo clasificó tercero entre los diez mejores jugadores en la historia del Clermont.
- Campeón del Torneo de las Seis Naciones de 2002.
- Campeón del European Rugby Challenge Cup de 1998–99.
- Campeón del Desafío Yves du Manoir de 2001.